# 沈黙の女/ロウフィールド館の惨劇
『沈黙の女/ロウフィールド館の惨劇』（ちんもくのおんな/ロウフィールドかんのさんげき、La Cérémonie）は1995年のフランス・ドイツのサイコスリラー映画。監督はクロード・シャブロル、出演はサンドリーヌ・ボネールとイザベル・ユペールなど。ブルジョワ一家に雇われた家政婦が、非識字者（ディスレクシア）ゆえに引き起こす悲劇を描いている。原作はイギリスの推理作家ルース・レンデルの小説『ロウフィールド館の惨劇』。
主演のボネールとユペールの2人がヴェネツィア国際映画祭女優賞をダブル受賞した他、イザベル・ユペールがセザール賞最優秀女優賞を受賞している。また作品としてはロサンゼルス映画批評家協会賞外国映画賞などを受賞している（詳細は後述）。

## ストーリー
ディスレクシアであることをひた隠しにしていた家政婦が、その事実を暴かれたことをきっかけに雇い主であるブルジョワ一家に不満を抱くようになり、遂には、かねてより一家を憎んでいた友人とともに一家全員を惨殺するに至るまでを描いている。

## キャスト
- ジャンヌ: イザベル・ユペール - 郵便局員。ルリエーブル家を憎んでいる。
- ソフィー: サンドリーヌ・ボネール - ルリエーブル家に雇われた家政婦。ディスレクシア。
- ジョルジュ・ルリエーブル: ジャン＝ピエール・カッセル - 工場経営者のブルジョワ。
- カトリーヌ・ルリエーブル: ジャクリーン・ビセット - ジョルジュの妻。ギャラリーのオーナー。
- メリンダ: ヴィルジニー・ルドワイヤン - ジョルジュの先妻の娘。大学生。
- ジル: ヴァランタン・メルレ（フランス語版） - カトリーヌの息子。高校生。

## 作品の評価

### 映画批評家によるレビュー
Rotten Tomatoesによれば、30件の評論のうち高評価は93%にあたる28件で、平均点は10点満点中7.7点となっている。

### 受賞歴
- 第52回ヴェネツィア国際映画祭女優賞（サンドリーヌ・ボネール、イザベル・ユペール）[6]
- 第21回セザール賞（フランス語版）最優秀女優賞（イザベル・ユペール）[7]
- 第22回ロサンゼルス映画批評家協会賞外国映画賞[8]
- 第31回全米映画批評家協会賞（英語版）外国語映画賞[9]
- カイエ・デュ・シネマ誌ベストワン[4]